# Islas Feroe en los Juegos Paralímpicos de Barcelona 1992
Las Islas Feroe estuvieron representadas en los Juegos Paralímpicos de Barcelona 1992 por tres deportistas, dos mujeres y un hombre.

## Medallistas
El equipo paralímpico obtuvo las siguientes medallas:
| Nombre         | Deporte  | Evento                   |
| -------------- | -------- | ------------------------ |
| Oro            |          |                          |
| —              |          |                          |
| Plata          |          |                          |
| Tóra við Keldu | Natación | 100 m libre S10 femenino |
| Bronce         |          |                          |
| —              |          |                          |